# Gloanna grisescens
Gloanna grisescens là một loài bướm đêm trong họ Noctuidae.